# 安田義達
安田 義達（やすだ よしたつ、1898年（明治31年）3月1日 - 1943年（昭和18年）1月2日）は、日本の海軍軍人。大田実と共に海軍を代表する陸戦の権威として知られた人物で、太平洋戦争において戦死後2階級特別進級した海軍中将である。

## 生涯
広島県府中市出身、広島高等師範附属中学を経て1918年(大正7年)海軍兵学校第46期を卒業。席次は124名中66番。同期生の山本親雄は安田の人柄を「剛毅闊達、稚気愛すべき好漢」としている。

### 陸戦の専門家

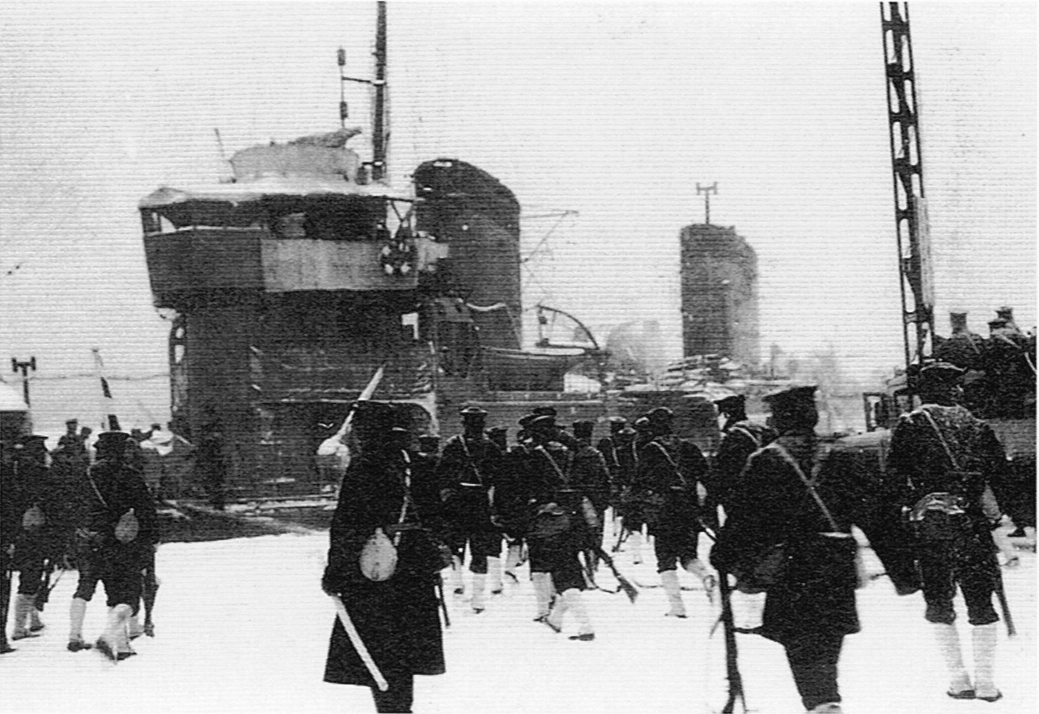
二・二六事件に出動した海軍陸戦部隊。安田は参謀として参加。

砲術学校高等科学生を修了し、「比叡」・「陸奥」の各分隊長を歴任。次いで砲術学校専攻科学生となり、陸軍歩兵学校に派遣された。砲術学校専攻科学生は数年に一人という存在で、この課程を経た陸戦専門家は1942年（昭和17年）で7名のみである。安田はその最先任者であった。
1930年(昭和5年)12月1日、海軍少佐へ進級。中佐時代にかけて約6年にわたる砲術学校教官のほか上海特別陸戦隊参謀、呉鎮守府第一陸戦隊司令として第二次上海事変を戦い、第一連合特別陸戦隊参謀となるなど、海軍部内の陸戦の権威であった。また「利根」副長を務めている。
二・二六事件においては海軍省警備のため横須賀鎮守府から派遣された陸戦隊の参謀となり、事件当日のうちに東京に上陸している。1940年(昭和15年)11月15日、海軍大佐へ進級。この頃は安田陸軍大佐の異名があった。陸戦と陸上対空射撃の教育を行う館山砲術学校の設立に伴い教頭として赴任。同校には日本海軍初の、陸戦専修高等科・普通科課程が設けられた。次いで横須賀鎮守府第五特別陸戦隊司令に就任し太平洋戦争開戦を迎えた。

### ブナでの戦闘
横五特陸は大田実指揮下でミッドウェイ上陸部隊に充てられたがミッドウェイ海戦の敗北により、グアム島へ帰還。その後ガダルカナル、キスカなどに分属された状態となり、安田はニューギニア東部のブナの守備にあたる。横五特292名、佐世保鎮守府第五特別陸戦隊110名、第十四設宮隊399名の指揮を執ったがそのうち軍人は482名、8センチ高角砲2門、2連装25ミリ機銃1基、速射砲3門、13ミリ機銃3挺等の装備という弱体なものであり、補給もままならない状態であった。1942年(昭和17年)11月16日、アイケルバーガー中将を指揮官とする米豪連合軍の上陸が始まると安田は既設の本部施設を捨て、敵上陸地点近くに本部を設ける。この安田の処置は部隊の士気を高めた。
陸軍歩兵第144連隊長・山本重省大佐、山本常一工兵少佐らと協力し、約50日にわたって連合軍に抗戦。その最後は突撃によるとも、敵兵を目の前にした自決ともされる。部隊は命令により脱出した副官を除きほぼ全滅となった。ブナでの戦闘は米国公刊戦史に世界第一の猛闘と記述されている。

### 死後
安田が残した遺書は分厚いもので、連合軍の攻撃方法、習性、それに対する対策が記された戦術教本の趣があり、陸軍からも評価された。毎日新聞は夕刊に『安田中将伝』を連載し、『安田陸戦隊司令』と題されて戦争末期に刊行された。筆者は海軍嘱託・吉川英治である。

## 栄典
- 1919年（大正8年）9月10日 - 正八位[12]